# 长父
长父（?—?），中国周朝的周宣王的儿子。《新唐书·宰相世系表》称之为尚父。原来的姞姓杨国被戎狄所灭。周宣王把儿子长父封到杨国（今山西省洪洞县），为杨侯。金文《四十二年逑鼎》记载的是周宣王命大臣逑辅佐长父，长父的杨国被晋献公所灭，杨被封给羊舌氏家族。